# Antonio Allegretti (attore)
Antonio Allegretti (Napoli, 1840 – Napoli, 1899) è stato un attore teatrale italiano, attivo nella seconda metà del XIX secolo.

## Biografia
Ventenne esordì nella Compagnia drammatica di Firenze di Antonio Zerri e Gaspare Lavaggi. Nel 1880 nella sua città fece parte della compagnia di Federico Stella, divenendone protagonista e contitolare nello stesso anno, allorché andò via dalla compagnia l'attore Michele Bozzo. 
Nel 1881 fu scritturato dal capo comico Antonio Gagliardi.
Nel 1893 la compagnia di Allegretti e Stella mise in scena Un delitto in via Lavinajo, dramma popolare in un prologo e cinque atti di Francesco Mastriani.
Allegretti fu anche un interprete del repertorio di Salvatore Di Giacomo. Molto apprezzata per l'energia trasmessa fu la sua interpretazione del protagonista del dramma A San Francisco, scritto dallo stesso Di Giacomo. Quello stesso anno al culmine della sua carriera teatrale, morì in povertà non ancora sessantenne a Napoli, fra il dolore e il cordoglio del mondo teatrale cittadino, lasciando la madre e una figlia.